# Мидвеј Сити (Калифорнија)
Мидвеј Сити (енгл. Midway City) насељено је место без административног статуса у америчкој савезној држави Калифорнија.

## Демографија
По попису из 2010. године број становника је 8.485.
| Група             | 2000.    | 2010.         |
| Белци             | 0 (0,0%) | 1.776 (20,9%) |
| Афроамериканци    | 0 (0,0%) | 71 (0,8%)     |
| Азијати           | 0 (0,0%) | 3.994 (47,1%) |
| Хиспаноамериканци | 0 (0,0%) | 2.467 (29,1%) |
| Укупно            | 0        | 8.485         |